# Selago pinguicula
Selago pinguicula är en flenörtsväxtart som beskrevs av Ernst Meyer. Selago pinguicula ingår i släktet Selago och familjen flenörtsväxter. Inga underarter finns listade i Catalogue of Life.